# Жмеринська центральна районна лікарня
Жмеринська центральна районна лікарня — установа охорони здоров'я вторинного рівню в Жмеринському районі та Жмеринці . Надає кваліфіковану медичну допомогу жителям району та невідкладну допомогу.

## Історія

Меморіальна дошка першому головному лікарю лікарні — М. П. Зарінському

Першою лікувальною установою в Жмеринському районі була лікарня Браїлівського цукрового заводу, яка збудована в 1892 році.
В цьому ж 1892 році на роботу в лікарню прибув випускник медичного факультету Казанського університету лікар Зарінський Михайло Платонович, який 1 липня року провів першу акушерсько-гінекологічну операцію в Жмеринському районі. Операція пройшла успішно, хвора виписалась з одужанням. Операцію лікар Зарінський М. П. провів у сільському будинку, який був пристосований лікарем для гінекологічної лікарні на 5 ліжок, так як в Браїлівській лікарні заводу було всього 2 акушерських ліжка і окремого приміщення для надання оперативної допомоги гінекологічним хворим не було можливості виділити.
Бездоріжжя і неможливість добратися до Кам'янець-Подільська весною і восени, а також нецентральне розміщення губернського міста Кам'янця лікарня, яка налічувала 300 ліжок, не могла виконувати свою роль і обслуговувала порівняно невеликий район Кам'янецького і Ушицького повітів. Враховуючи вищевикладене і велику необхідність в наданні акушерсько-гінекологічної допомоги жителям району та наявність висококваліфікованого фахівця, Кам'янець-Подільське губернське земство в 1896 році розпочало будівництво в м. Жмеринці губернської гінекологічної лікарні на 35 ліжок.
Керівництво будівництвом було доручено лікарю Зарінському М. П. В 1905 році лікарня була відкрита. В ній функціонувало 10 пологових ліжок та 25 гінекологічних. Лікарню було облаштовано згідно з останніми вимогами того часу. Одночасно зі стаціонарним корпусом лікарні був побудований операційний блок для черевних операцій, підсобні приміщення для господарських служб, квартира лікаря.
Першим головним лікарем був призначений М. П. Зарінський. Штат лікарні складався з 2-х лікарів, 2-х акушерок, операційної медсестри і 3-х санітарок по догляду за хворими.
В 1906 році місце другого лікаря в лікарні отримує Руссєв Василь Степанович. З Його приходом оперативна діяльність в лікарні значно пожвавилась, проводились складні операції з успішним закінченням.
Терапевтична та інші види спеціалізованої медичної допомоги надавались населенню району в повітовій Вінницькій лікарні. В 1910 році на території губернської гінекологічної лікарні Вінницьке повітове земство побудувало дільничну земську лікарню на 25 ліжок за рахунок коштів, які благодійно пожертвувала графиня Вікторія Олександрівна де Шуазель Гоф'е. В одному приміщенні, розділеному навпіл були розгорнуті 15 ліжок для хірургічних хворих, а в другій половині — 10 інфекційних ліжок.
Штат лікарні складався з одного лікаря, однієї посади фельдшера-акушерки, однієї медсестри та 2-х санітарок. Завідував лікарнею з часу її відкриття і до 1935 року дуже популярний серед населення Жмеринки та сусідніх районів лікар-хірург Царюк Макар Акимович. В зв'язку з ростом інфекційних захворювань в 1912 році Вінницьке земство побудувало на території лікарні окрему будівлю для інфекційних хворих на 15 ліжок. Відділення окремого персоналу не мало, а обслуговувалось штатом дільничної лікарні.
В 1914 році в Жмеринці та районі (с. Северинівка) виникли випадки захворювань холерою. Ця обставина змусила Вінницьке земство побудувати на території лікарні барак на 40 ліжок для госпіталізації хворих холерою. В подальшому сюди госпіталізували хворих висипним та поворотним тифами. Таким чином, на території сьогоднішньої Жмеринської ЦРЛ функціонувало 2 земські лікарні — загально-губернська гінекологічна на 35 ліжок та земська дільнична на 50 ліжок.

В 1919 році після встановлення Радянської Влади на території Жмеринського району, обидві земські лікарні об'єднуються в одну. Утворюється Жмеринська Радянська лікарня «Совбольница» на 80 ліжок. Головним лікарем об'єднаної лікарні призначається Царюк М. А., а Зарінський М. П. залишається завідувачем акушерсько-гінекологічного відділення.
В 1922 році кількість ліжок лікарні доводиться до 120. При лікарні відкривається аптека. В 1924 році в лікарні починають функціонувати декілька очних ліжок, проводяться очні операції, а з 1926 року — отоларингологічні ліжка. В 1924 році, 25 квітня лікарні присвоєно ім'я В. І. Леніна. В зв'язку з постійно зростаючими зверненнями населення за медичною допомогою, кількість ліжок в лікарні в 1937 році доводиться до 170-ти. Лікарня набуває статусу міжрайонної.
Головним лікарем в 1937 році призначається Асцатуров Михайло Богданович акушерсько-гінекологічне відділення доводяться до 35-ти ліжок кожне. В лікарні почитає Функціонувати лабораторія, відкривається рентген кабінет. Штат лікарні в 1938 році складав: 8 лікарів, 39 середніх медичних працівників, 42 молодшого персоналу. Бюджет лікарні — 735 тис. карбованців. Значне місце приділялось підготовці медичних працівників. На базі лікарні були відкриті 6-ти місячні курси акушерок, на які приймались медсестри, що закінчили курси Червоного хреста.
З 1936 до 1941 року функціонувала 2-річна сестринсько-акушерська школа. Директором школи був лікар Н. І. Рутман, завучем В. Е. Антропов. Викладали в школі лікарі В. М. Рождєствіна, З. А. Документова. На базі лікарні готувались спеціалісти акушер-гінекологи, яких як інтернів направляв Вінницький облздороввідділ (персоналії нижче).
Велику шкоду для подальшого розвитку лікарні нанесла Велика Вітчизняна війна. Більша частина медичного персоналу була призвана в армію, частина евакуювалась. Незначна кількість залишилась в Жмеринці. Лікарня приходить до повного занепаду. Від прямого попадання бомби була зруйнована частина акушерсько-гінекологічного відділення. Значно скорочується кількість ліжок, лікарня перетворюється в платну установу. Новий етап розвитку Жмеринської районної лікарні та охорони здоров'я району розпочинається з часу звільнення Жмеринки і району від німецько-фашистських окупантів в березні 1944 року.
Згідно з наказом № 1 від 19 березня 1944 року приступають до роботи 76 співробітників лікарні. В їх числі: головний лікар Руссев В. С., він же завідувач акушерсько-гінекологічного відділення. Згідно з наказом № 4 від 24.03.1944 року на базі лікарні розгортається польовий пересувний госпіталь.
З 23 березня 1944 року Жмеринська міжрайонна лікарня включається в роботу медико-санітарного батальйону 151-ї Жмеринської дивізії. Розпорядком дня передбачалася робота лікарів протягом 10 год.30 хв., середнього медперсоналу — 11 годин, санітарок — 12 годин.
З 24 квітня 1944 року лікарня почала працювати в звичайному режимі, але недовго. 10 і 11 червня на лікарню німецькою авіацією було скинуто кілька бомб сповільненої дії. В зв'язку з цим 16 червня деякі відділення лікарні — хірургічне, терапевтичне і акушерсько-гінекологічне були переведені в с. Потоки і були розміщені в школі. Інфекційне відділення було тимчасово розміщене в Браїлові. На території міжрайонної лікарні залишився санпропускник з дезкамерою і 20 ліжок для надання екстреної хірургічної допомоги.
Лікарня переводиться з Потоків у Жмеринку 19 серпня 1944 року, В цьому ж місяці відкривається при лікарні пункт переливання крові. З 25 серпня організована їдальня для співробітників лікарні.
З 1 вересня 1944 року призначається для надання швидкої допомоги лікар та медсестра. В 1945 році в штат лікарні вводиться лікар судмедексперт, а в штат терапевтичного відділення — медсестра по фізіотерапії.
З 26 вересня 1945 року в лікарню для надання амбулаторної та стаціонарної допомоги приймаються хворі з Барського, Станіславчицького і Шпиківського районів.
В терапевтичному, хірургічному і інфекційному відділеннях облаштовуються палати для інвалідів війни. Відкривається туберкульозна лікарня на 10 ліжок.
З грудня 1945 року, повернувшись з армії, приступив до обов'язків М. Б. Асцатуров. Заступником по лікувальній роботі призначається В. М. Рождєствіна. В 1946 році було закінчено відбудову акушерсько-гінекологічного відділення і воно переводиться з хірургічного відділення у своє. Розпочали функціонувати рентгенологічний та фізіотерапевтичні кабінети. Кількість ліжок лікарні була доведена до 160-ти.
Новим етапом розвитку охорони здоров'я стало об'єднання міжрайонної лікарні з поліклінікою та іншими лікувально-профілактичними закладами. Проводиться процес об'єднання на підставі наказу міністра охорони здоров'я СРСР № 431 від 24.10.1947 року та наказу головного лікаря Жмеринської міжрайонної лікарні № 138 від 9.12.1947 року.
В грудні 1947 року відбулось об'єднання міжрайонної лікарні з поліклінікою. З 01.01.1948 року в склад об'єднаної лікарні влилась станція швидкої допомоги. Об'єднання всіх структурних підрозділів районної лікарні було закінчено в 1950 році. Як показав час, об'єднання лікувальних установ привело до позитивних змін: значно зріс об'єм лікувально-профілактичної роботи і її якість.
Про досягнуті колективом лікарні успіхи свідчить присвоєння в 1953 році звання Заслуженого лікаря УРСР головному лікарю М. Б. Асцатурову і завідувачці акушерсько-гінекологічного відділення В. М. Рождественій. В 1954 році помер головний лікар М. Б. Асцатуров.
Новим головним лікарем призначається Яковлев Анатолій Анатолійович, який продовжує прикладати зусиль для подальшого покращення лікувально-профілактичної допомоги населенню району, розширення стаціонарної допомоги, підвищення кваліфікації медичних працівників.
Районна лікарня розширюється до 200 ліжок. Відкриваються спеціалізовані відділення і ліжка: отоларингологічне, очне відділення, урологічні, ендокринологічні та відновлюються неврологічні ліжка. Відкривається онкологічний диспансер.
З 1961 року в лікарні функціонує 225 ліжок, з 1970 року — 250 ліжок, на кінець 1977 — 315 ліжок. Розширення ліжкового фонду до нормативного при наявній матеріальній базі, будівля дореволюційного часу, було неможливе. Виходячи з цього було порушено клопотання перед обласним відділом охорони здоров'я про виділення коштів для будівництва нового корпусу лікарні. 6 травня 1976 року був закладений перший камінь під будівництво стаціонарного корпусу на 100 ліжок з поліклінічним відділенням на 300 відвідувань за зміну і іншими господарськими об'єктами. Це дійство відбулось в присутності головного лікаря М. П. Бурковського, який замінив А. А. Яковлєва, що пішов з посади в 1975 році, заступника головного лікаря по лікувальній роботі С. І. Пашачишина, головного бухгалтера М. І. Діманта.
```
Відкриття нового корпусу відбулось в 1978 році при головному лікареві В. І. Клокоцькому, який замінив М. П. Бурковського в 1977 році. Відкриття нового корпусу дало можливість значно покращити санітарно-гігієнічні умови в лікарні і розширити ліжковий фонд до 380-ти ліжок, в 1979 році. Розширений діапазон амбулаторно-поліклінічної допомоги, прийом в поліклініці доведений до 22 спеціальностей. В кожному відділенні були обладнані палати інтенсивної терапії, придбаний апарат ехоенцефалоскоп, кардіоселектор, барокамера Кравченка, електросон і інші.
```

У 1970 році кількість ліжок ЦРЛ була доведена до 400, а в 1988 році до 465. У лікарні було відкрите кардіологічне відділення на 50 ліжок, яке в 1989 році було розширене до 60-ти ліжок. Акушерсько-гінекологічне відділення було реорганізовано на два самостійних відділення відкрито пульмонологічне відділення на 25 ліжок.
Ліжковий фонд ЦРЛ на 01.01.1991 року був доведений до 515 ліжок. На машинах швидкої допомоги були встановлені радіостанції, придбаний рентген апарат «РУМ- 20», «Ерга» та інші.
Проте таке розширення ліжкового фонду було надмірним, ліжко працювало недостатньо. В 1994 році тільки 298 днів. В зв'язку з цим в 1995 році кількість ліжок в ЦРЛ була зменшена на 50, а в 1997 році в зв'язку з новою концепцією реформування охорони здоров'я з метою зменшення навантаження на бюджет, ліжковий фонд був скорочений з 15.02 на 60 ліжок, а з 25.03 ще на 105 ліжок. В лікарні залишилось 300 ліжок. А з 1 лютого 2003 року — 290 ліжок.
На сьогоднішній день у лікарні 240 ліжок для надання першої медичної невідкладної допомоги. 496 висококваліфікованих та освідченних працівників єдиною командою працюють на спільні позитивні результати. У наш час лікарня встигає обслуговувати близько 72 тисячі населення міста Жмеринки та Жмеринського району.
```
Жмеринська ЦРЛ – це приклад медичного закладу європейського рівня, хоча тут немає інноваційного обладнання та євроремонтів у всіх палатах, але європейський дух та ідея присутні. Вона формується у словах, які лунають з уст головного лікаря – Боровського Ростислава Васильовича.
- Головний секрет хорошої лікарні – це її персонал, який з кожним днем віддає всі свої сили та надію пацієнтам. Тому лікар повинен бути хоча б юридично захищений, – ділиться досвідом Ростислав Васильович. 
```

Завдяки Департаменту охорони здоров'я обладміністрації ми покращили матеріально-технічну базу терапевтичного відділення і зробили одномісні та двомісні палати. У цій лікарні давно навчилися правильно розприділяти обов'язки та кошти. Як говорять, потрібно «користуватись моментом».
```
Введення страхової медицини та заміна газових котлів на котли з альтернативним опаленням дозволять поставити на один рівень плани та можливості. Її працівники із задоволенням повідомляють, що всю заплановану роботу вони виконали більш як на 90% відсотків. Кожен лікар повинен бути оптимістом – думати, а саме головне працювати, на краще. Це спільна робота усіх гілок влади і медичних працівників.
Адже лікують не лише медикаментозно , але й словом. Зважаючи на складні часи, медичні працівники бажають своїм пацієнтам не лише здоров’я, але й спокою та миру. Адже лише за такої умови рани гоїтимуться швидше, а серця битимуться в одному ритмі
```

## Структура
На даний час КНП "Жмеринська центральна районна лікарня" є багатопрофільною лікувально-профілактичною установою першої акредитаційної категорії. Складається зі стаціонару, поліклінічного відділення на 300 відвідувань в зміну, параклінічних служб: рентген-кабінету, ендоскопічного, УЗД кабінетів, клінічної та бактеріологічної лабораторій, кабінету функціональної діагностики, патологоанатомічного відділення, відділення екстреної (невідкладної) медичної допомоги, централізованої стерилізаційної, аптечного складу, та інших.

## Кількість ліжкового фонду
Ліжковий фонд складає 220 ліжок, з них 35 терапевтичних, 40 кардіологічних, по 5 інфекційних дорослих і дитячих, 21 хірургічних, 15 травматологічних, 9 урологічних, 5 акушерських, 10 патології вагітних, 15 гінекологічних, 35 неврологічних, 20 педіатричних, відділення анестезіології і реанімації на 6 ліжок, відділення екстреної (невідкладної) медичної допомоги.

## Штат
В лікарні працює 92 лікаря, з них  32 — вищої категорії, 25 — першої, 9 — другої. Середнього медичного персоналу 246 осіб, з них з вищою категорією — 129, з першою - 32, другою — 16. 

## Персоналії
- Земські лікарі:

ЗАРІНСЬКИЙ МИХАЙЛО ПЛАТОНОВИЧ закінчив медичний факультет Казанського медуніверситету, з 1892 року до 1896 року працював лікарем акушер-гінекологом Браїлівської лікарні цукрового заводу. З 1896 року до 1905 року керував будівництвом Жмеринської губернської гінекологічної лікарні на 35 ліжок. З 1905 року до 1919 року очолював загально-губернську гінекологічну лікарю, а в 1919 року до 1931 року завідував акушерсько-гінекологічним відділенням районної лікарні. Ім'я Зарінського М. П. було надзвичайно популярним. Його знали в Києві, Одесі, Харкові, Ленінграді. В скромній невеликій лікарні він проводив складні і відповідальні на той час операції з добрим закінченням. Багато увагу приділяв підготовці лікарів та середнього медичного персоналу. Помер в 1931 році.
РУССЄВ ВАСИЛЬ СТЕПАНОВИЧ з 1906 року лікар Жмеринської загально-губернської гінекологічної лікарні. З його приходом значно активізувалась оперативна діяльність в лікарні, з 1931 року завідував акушерсько-гінекологічним відділенням лікарні. З 1935 року до 1937 року — головний лікар районної лікарні, а також з березня 1944 року до грудня 1945 року, а до 1946 року — завідувач акушерсько-гінекологічного відділення. Багато зробив для становлення лікарні, особливо в період післявоєнної відбудови. Помер в 1946 році.
ЦАРУК МАКАР АКИМОВИЧ Під його керівництвом в 1910 році була побудована в м. Жмеринці земська дільнична лікарня на 25 ліжок, завідував якою до 1935 року. В подальшому був завідувачем інфекційного і хірургічного відділень. Був надзвичайно популярним серед населення району і навколишніх населених пунктів. Був відзначений званням «Відмінник охорони здоров'я».